# Fritz Preiß (Politiker)
Friedrich „Fritz“ Preiß, auch Fritz Preiss (* 27. Februar 1877 in Lichtegg (Gemeinde Hüttenberg); † 29. Oktober 1940 in Bregenz) war ein österreichischer Politiker (SDAP). Er war von 1918 bis 1932  der Abgeordneter zum Vorarlberger Landtag und von 1918 bis 1920 sowie von 1923 bis 1932 Landesrat in der Vorarlberger Landesregierung.

## Leben und Wirken
Fritz Preiß wurde am 27. Februar 1877 als Sohn von Oswald und Aloisia Preiß in eine Arbeiterfamilie in der Kärntner Gemeinde Hüttenberg geboren. Die Volksschule besuchte Preiß in Innsbruck, seine anschließende Lehre als Schlosser absolvierte er in Hall in Tirol. In Abendkursen absolvierte er zusätzlich die Handelsschule, die er mit Auszeichnung abschloss.
Nach seiner Freisprechung als ausgebildeter Schlosser trat Preiß in den Dienst der k.k. österreichische Staatsbahnen ein, wo er in Landeck zwei Jahre nach seinem Eintritt Lokomotivheizer wurde. Im Jahr 1898 absolvierte er seine Prüfung als Lokomotivführer, woraufhin er in dieser Verwendung eingesetzt wurde. Am 26. Mai 1902 heiratete Fritz Preiß seine erste Frau, Theresia Schmid, mit welcher er in weiterer Folge zwei Kinder hatte. 1905 wurde er aufgrund seiner gewerkschaftlichen Betätigung nach Wörgl zwangsversetzt, 1908 führte ihn eine weitere Versetzung nach Feldkirch, wo er anschließend mit seiner Familie lebte. Bereits 1910 war Preiß Listenführer der Sozialdemokratischen Partei in Vorarlberg bei der Nationalratswahl. Als seine Ehefrau Theresia am 13. September 1914 verstarb, befand Fritz Preiß sich zum Kriegsdienst im Verkehrsdienst in Triest. Am 21. Juni 1915 ehelichte er seine zweite Frau, Mathilde Krivetz, aus deren Ehe ebenfalls zwei Kinder entsprangen.
Ab 1916 war Fritz Preiß als Maschinenmeister bei der Bregenzerwaldbahn in Bregenz, seinem nunmehrigen Heimatort, tätig. In dieser neuen Heimatstadt betätigte sich Preiß in den Jahren von 1919 bis 1932 auch politisch als Mitglied der Stadtvertretung. Bereits 1918 schied er zugunsten seiner politischen Betätigung aus dem aktiven Bahndienst aus. Am 3. November 1918 wurde Preiß erstmals für die Sozialdemokraten als Abgeordneter des Vorarlberger Landtags angelobt, zeitgleich wurde er zum 2. Landespräsident-Stellvertreter ernannt. Zudem gehörte er bis zum 15. Juni 1920 als Landesrat der Landesregierung an. Beruflich engagierte sich Preiß in der Zeit von 1918 bis 1931 als Leiter der Industriellen Bezirkskommission in Bregenz. 1923 wurde er zum Maschinenmeister-Offizial, 1928 zum Bahnmaschinenmeister-Oberoffizial ernannt. Vom 6. November 1923 bis zum 21. November 1932 war Preiß abermals Landesrat mit den Ressorts Arbeiterversicherung, Arbeitslosenfürsorge, Automobilwesen und Eisenbahnen.
Im Februar 1934 wurde Fritz Preiß als bekennender und bekannter Sozialdemokrat verhaftet und inhaftiert, mit der Machtergreifung der Nationalsozialisten im Jahr 1938 wurde er unter Hausarrest gestellt und in untergeordneter Tätigkeit zum Arbeitsamt nach Linz versetzt. Erst auf wiederholtes Ansuchen hin wurde ihm gestattet, in Pension zu gehen und nach Bregenz zurückzukehren. Dort verstarb er schließlich am 29. Oktober 1940.

## Werke
- Mathilde und Fritz Preiß: Brasilien als Asyl für Auswanderer deutscher Zunge. Verlag Meyer. Dornbirn, 1925